# Het rijk van Enid
Het rijk van Enid is het vijfentwintigste stripverhaal uit de reeks van De Rode Ridder. Het is bedacht en getekend door Willy Vandersteen en geïnkt door Frank Sels. De eerste albumuitgave was in 1965.

## Het verhaal
In dit album wordt Johan geconfronteerd met Mordred, die in het bezit is gekomen van een magische ster. Als Mordred erin slaagt enkele ridders, waaronder Lancelot en Parcival te verlammen, gaat Johan hem achterna. Hierbij komt hij terecht bij een dwergenvolk, geregeerd door hun koningin Enid. Deze hebben de tovenaar die Mordred de ster schonk tot vijand. Met hun hulp weet Johan de ster te veroveren, waarbij Mordred het met zijn leven moet bekopen. Als Johan de ster weet te vernietigen wordt de betovering ervan uiteindelijk gebroken.